# Löhsüng
Die Hofschaft Löhsüng ist ein Ortsteil der Gemeinde Lindlar, Oberbergischen Kreis im Regierungsbezirk Köln in Nordrhein-Westfalen (Deutschland). 

## Lage und Beschreibung
Löhsüng liegt im nördlichen Lindlar, nordwestlich von Hartegasse.

## Geschichte
1830 hatte Löhsüng 21 Einwohner.